# Казинское
Казинское — упразднённая деревня в Чухломском районе Костромской области России. Входила в состав Ножкинского сельского поселения. Исключена из учётных данных в 2024 году.

## География
Деревня расположена в северо-западной части Костромской области, в подзоне южной тайги, к северу от автодороги 34Н-16, на расстоянии приблизительно 6 километров (по прямой) к северо-западу от Чухломы, административного центра района. Абсолютная высота — 171 метр над уровнем моря.

### Климат
Климат характеризуется как умеренно континентальный, с продолжительной холодной многоснежной зимой и коротким сравнительно тёплым летом. Среднегодовая температура воздуха — 2,1 °C. Средняя температура воздуха самого холодного месяца (января) — −11,6 °C (абсолютный минимум — −45 °C); самого тёплого месяца (июля) — 17,2 °C (абсолютный максимум — 36 °С). Безморозный период длится около 112—118 дней. Продолжительность периода активной вегетации растений (выше 10 °C) составляет примерно 110—115 дней. Годовое количество атмосферных осадков — 674 мм, из которых 456 мм выпадает в тёплый период. Снежный покров держится в течение 150—160 дней.

## Население
| 2008 | 2010 | 2014 |
| ---- | ---- | ---- |
| 0    | →0   | →0   |